# 鳥取空港

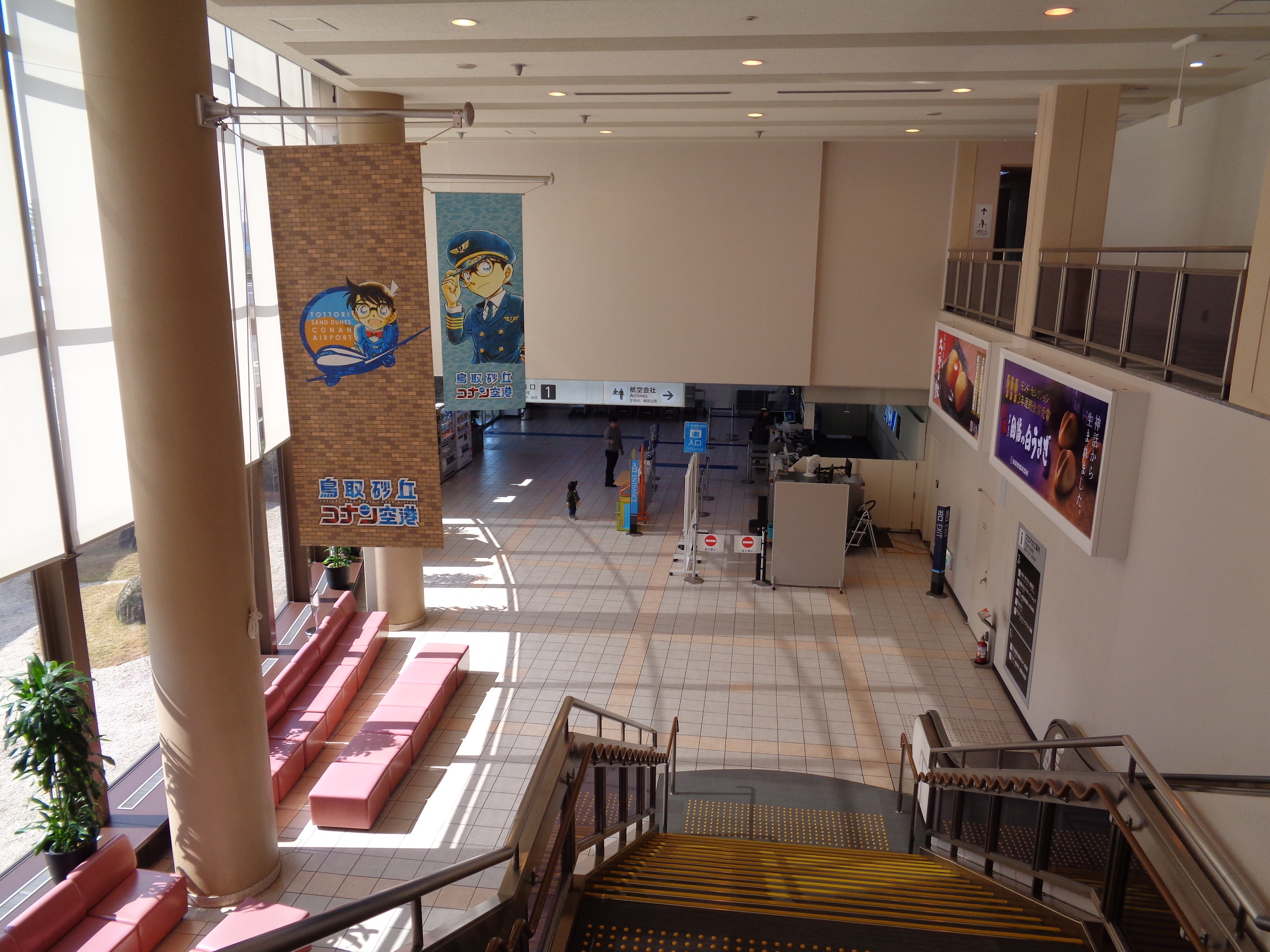
ロビーのいたるところに“名探偵コナン”のイラストが描かれる

鳥取空港（とっとりくうこう、英: Tottori Airport）は、鳥取県鳥取市にある空港である。空港法に基づく地方管理空港で、鳥取県が設置・管理する。愛称は鳥取砂丘コナン空港（とっとりさきゅうコナンくうこう、英: Tottori Sand Dunes Conan Airport）。

## 概要
鳥取市中心部から北西約7 kmの日本海、千代川、湖山池に囲まれた砂丘地帯に位置し、主に鳥取県の東部の空運を担っている。空港法に基づく地方管理空港に区分され、鳥取県が設置・管理。定期旅客便は、国内線のみが発着する。
1957年に市営鳥取飛行場が開設されたが、1964年に廃止。その北側に新たに空港が整備され、1967年に鳥取空港として供用を開始した。開港当初、滑走路は長さ1,200メートルだったが三回にわたり延長され、1990年に2,000メートルとなり、同年から国際チャーター便が就航するようになった。2015年から、空港の知名度向上をめざして、鳥取県の観光地・鳥取砂丘と、鳥取県出身の漫画家・青山剛昌の漫画作品「名探偵コナン」にちなみ、鳥取砂丘コナン空港の愛称が使用されている。
滑走路は1本で、長さは2,000メートル。平行誘導路はなく、ターニングパッドが設けられている。その南側にターミナルビル、貨物ビル、管制ビルなどが位置する。ターミナルビルは隣接して2棟あり、1棟は国内線用の「旅客ターミナルビル」、もう1棟は「鳥取空港国際会館」と呼ばれる建物で、国際線ターミナルの機能と国際交流の場としての機能とを兼ねている。ボーディング・ブリッジは、ターミナルビルと鳥取空港国際会館にそれぞれ1基ずつ、計2基が配置されている。エプロンは、ターミナルビルに面して中型ジェット機用3バース、小型機用8バースがあるほか、東側にヘリコプター用2バースが設けられている。旅客ターミナルビルの運営・管理は、県や鳥取市、全日空、日ノ丸自動車などが出資する鳥取空港ビル株式会社が行っている。
2017年12月28日、県は空港運営とそれに付随する事業を、民間事業者にコンセッション方式で行わせる特定運営事業の実施方針を公表。当初から鳥取空港ビル株式会社を指名して事業者の選定が行われ、2018年3月23日に同社を運営事業権者に決定。同年4月20日に実施契約を締結。2018年7月から2024年3月まで、鳥取空港ビル株式会社が空港の運営を行う。

## 統計

### 利用者数
元のウィキデータクエリを参照してください.
2016年度の年間利用客数は37万4,168人(国内線37万3,524人、国際線644人)で、着陸回数は日本の空港で第57位、旅客数は第46位となっている。
また県内には同じように漫画から愛称の制定されている米子鬼太郎空港がある。

## 沿革

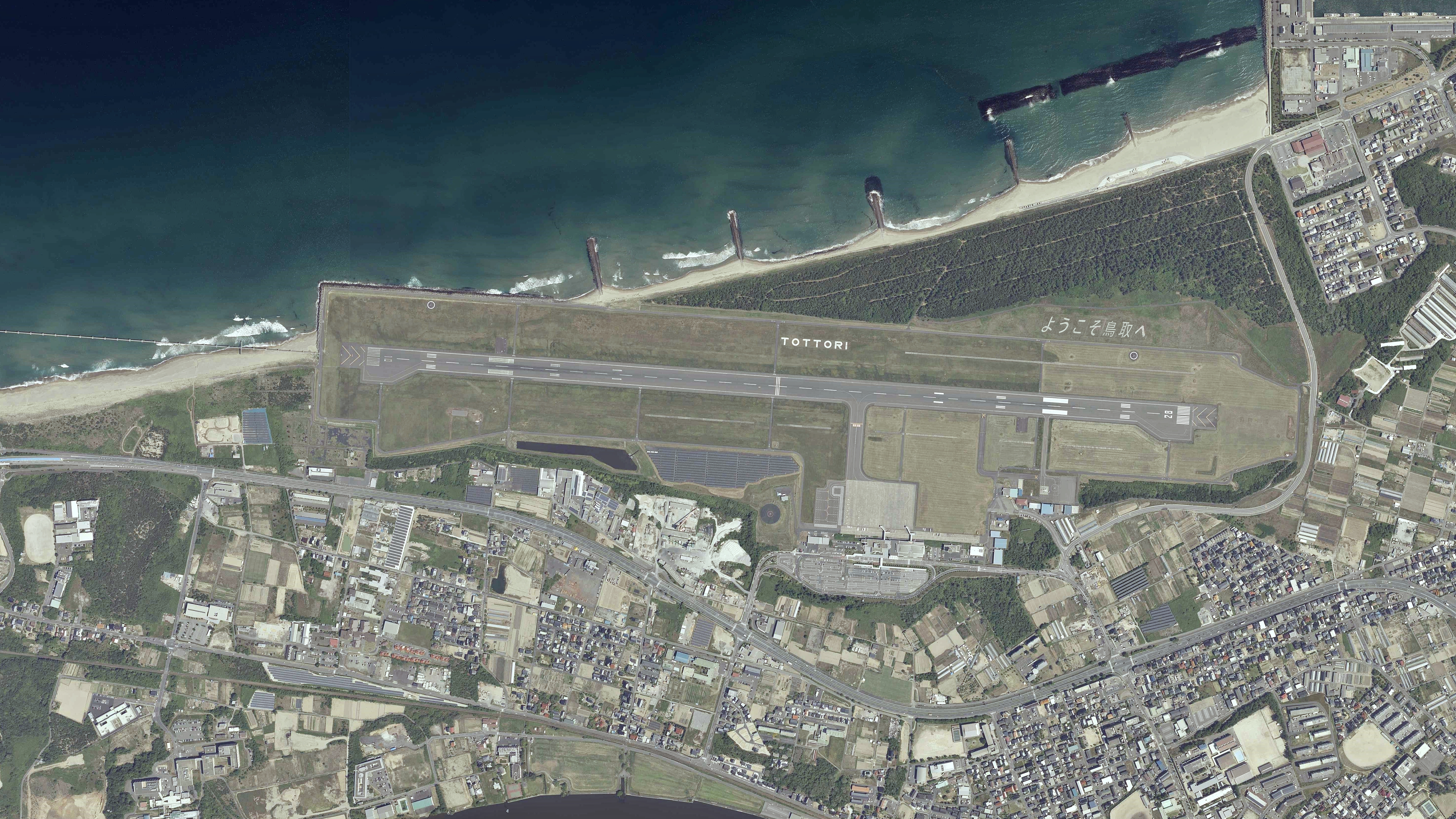
鳥取空港の空中写真（2021年）

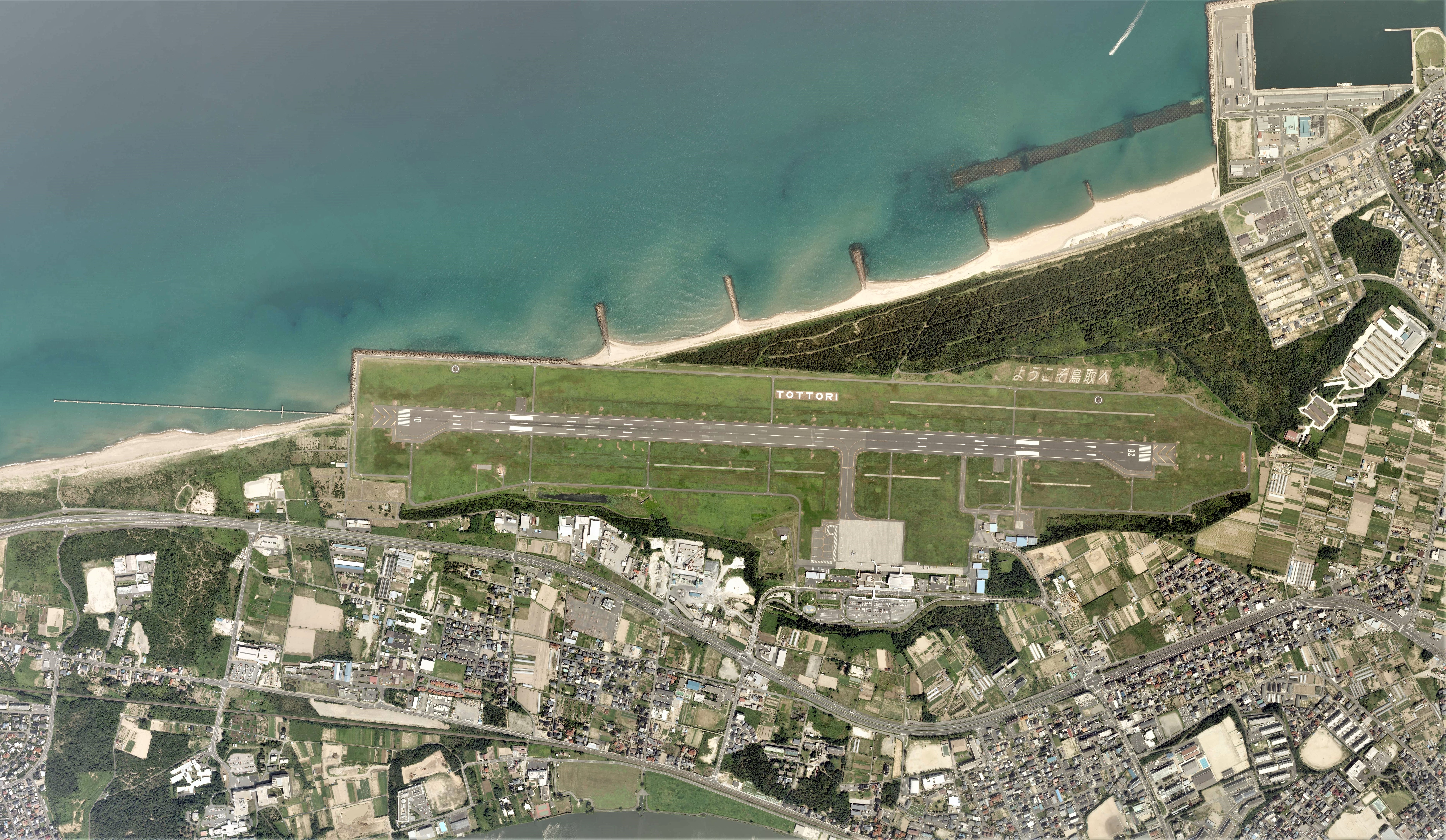
鳥取空港付近の空中写真（2009年撮影）
滑走路2,000 m延長後。

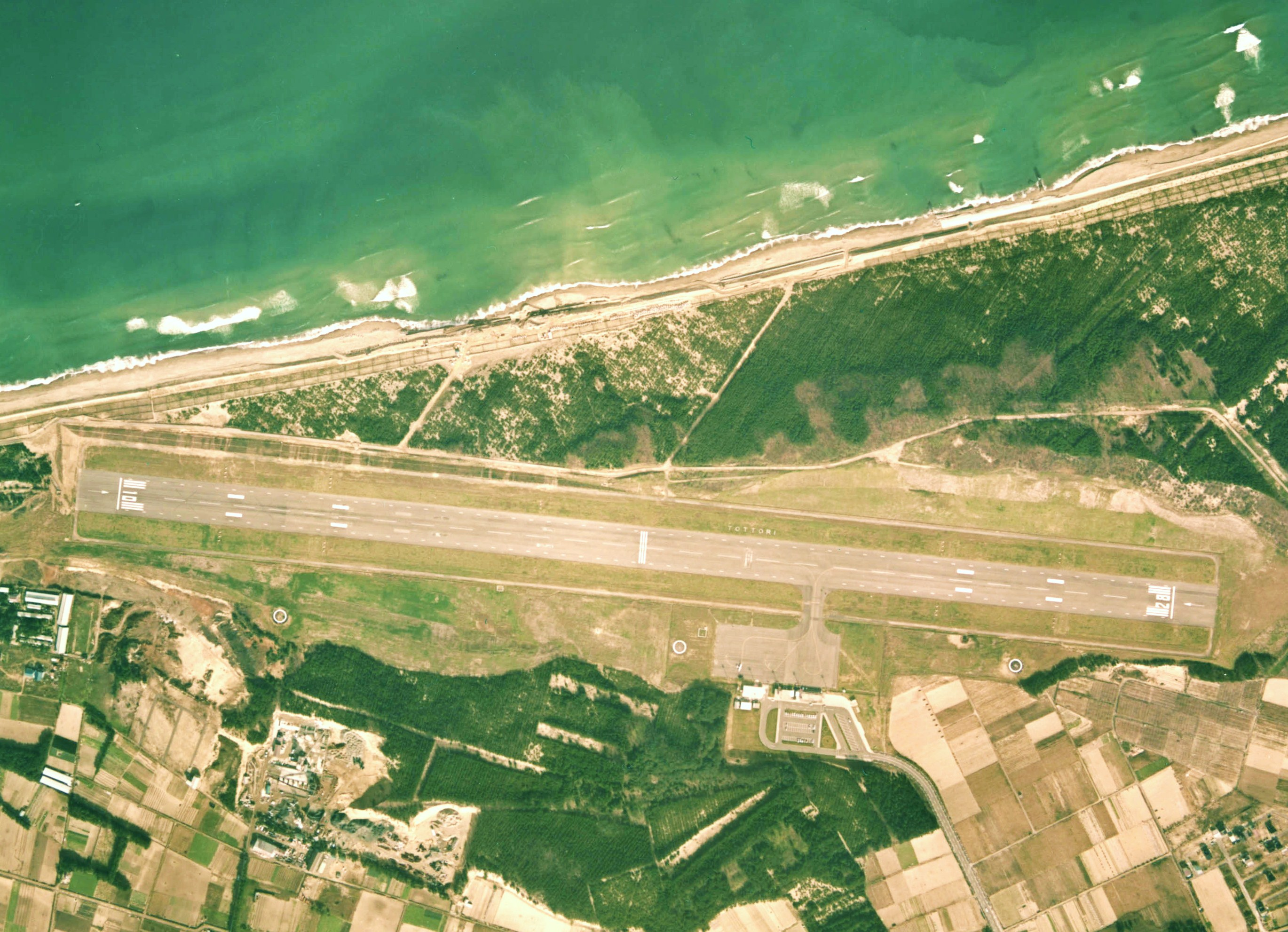
鳥取空港付近の空中写真（1974年撮影）
滑走路延長1,500 mの頃。

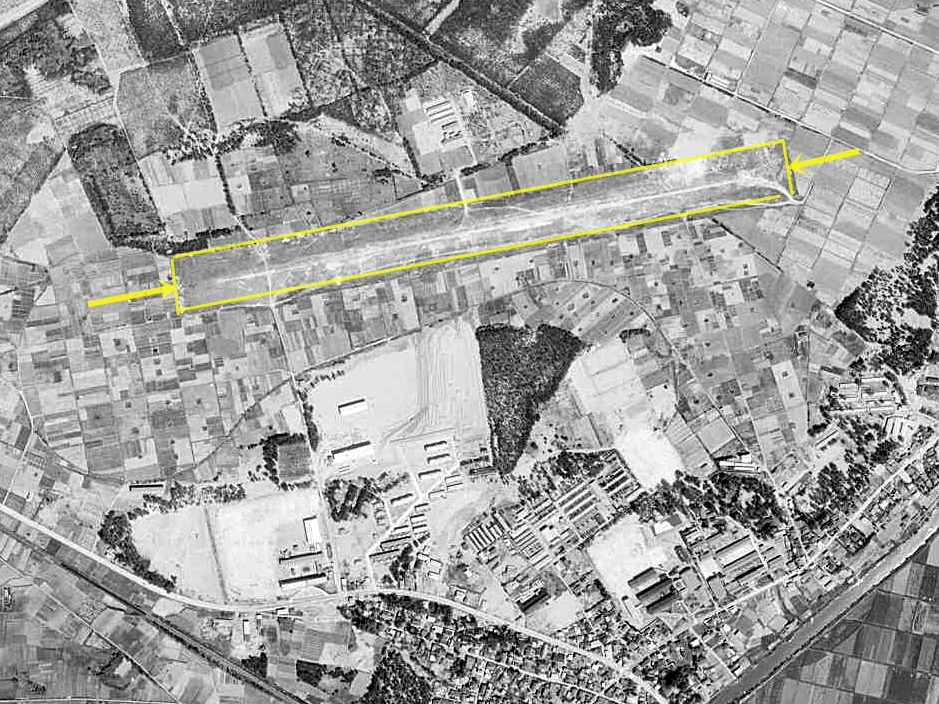
市営鳥取飛行場時代の空中写真（1964年撮影）
廃港の7か月前。現空港の南方約500 mにあった。
＊黄線と矢印で位置を強調。

### 鳥取飛行場
- 1957年9月21日 - 長さ960 m、幅30 mの滑走路を持つ市営鳥取飛行場が供用開始[1][2]。現空港の南側約500 mに位置した[13]
- 1964年12月 - 市営鳥取飛行場を廃止

### 現・鳥取空港
- 1967年7月31日 - 現在地で県営鳥取空港の供用を開始。滑走路は延長1,200 m、幅30 m。8月1日から東京便の運航を開始（米子 - 東京便の往路のみ鳥取寄港）[2]
- 1969年5月1日 - 東京便を廃止、大阪便を新設[2]
- 1972年3月10日 - 滑走路が延長および拡幅される（延長1,500 m、幅45 m）[1][2]
- 1979年8月10日 - 東京便の運航を再開
- 1985年7月20日 - 滑走路を1,800 mに延長[2]
- 1990年7月9日 - 滑走路を2,000 mに延長し、ILSの供用を開始。国際チャーター便が初就航[2]
- 1995年
  - 4月1日 - 動物検疫、植物防疫指定空港となる
  - 9月1日 - 大阪便を休止[2]
- 1996年
  - 4月1日 - 鳥取空港国際会館が開館[2]
  - 10月1日 - 広島西便を新設[2]
- 2001年12月15日 - 2002年2月28日まで、名古屋（小牧）便、福岡便を実験運航[2][14]
- 2003年4月1日 - 名古屋（小牧）便を新設[2][15]
- 2006年1月1日 - 運用時間が延長され、7時から21時となる
- 2013年4月1日 - 関西航空地方気象台鳥取空港出張所閉鎖される。また、航空管制技術官の配属が無くなった
- 2014年11月12日 - 鳥取空港の利用を促進する懇話会が、愛称を「鳥取砂丘コナン空港」とすることを決定
- 2015年
  - 3月1日 - 愛称「鳥取砂丘コナン空港」の使用を開始[2]
  - 3月5日 - 鳥取RDOが大阪空港へ移管（2月5日付官報公示）
  - 4月1日 - 大阪航空局鳥取空港出張所閉鎖（2月5日付官報公示）
- 2017年
  - 10月13日 - コリアエクスプレスエアが韓国・務安国際空港との国際定期チャーター便を就航
  - 12月28日 - 県が、空港運営を民間事業者にコンセッション方式で一体的に行わせる特定運営事業の実施方針を県が公表[16][17]
- 2018年
  - 3月23日 - 特定運営事業の運営権者に鳥取空港ビル株式会社を決定[18]
  - 4月20日 - 鳥取空港ビル株式会社と特定運営事業の実施契約を締結[19]
  - 7月1日 - 鳥取空港ビル株式会社による空港運営を開始[19]

## 施設

### 国内線ターミナル
- 1階
  - 案内カウンター
  - 航空会社カウンター
  - 到着ロビー
  - 手荷物受取所
  - 鳥取警察署 鳥取空港警備派出所
  - 売店
  - ローソン銀行 ATM
  - 空港ビル事務所
  - レンタカーカウンター
  - バス・タクシーターミナル
- 2階
  - 出発ロビー
  - 所持品検査場
  - カフェ・売店
  - 鳥取県 鳥取空港管理事務所
- 3階
  - 送迎デッキ

### 国際線ターミナル
- 1階
  - 到着ロビー
  - 手荷物受取所
  - センタープラザ
  - 鳥取県国際交流センター
- 2階
  - 出発ロビー
  - カフェ
  - 入国審査場
  - 出国審査場
- 3階
  - 送迎デッキ

## 拠点設置機関
次の機関が施設を設置するなどして、拠点として利用している。
- 鳥取県警察航空隊
  - アグスタ A109（愛称「さきゅう」、機体番号 : JA39GE）
- 鳥取県消防防災航空隊
  - アグスタAW139　消防防災ヘリコプター（愛称「だいせん」、機体番号 : JA31TA）
- 鳥取空港消防隊 ※随意契約企業運営
  - モリタ製 Oshkosh製 医療救難車両

## 就航路線
- 全日本空輸（ANA）[20]
  - 東京国際空港（羽田空港）
- 過去に存在した定期就航路線
  - 大阪国際空港（伊丹空港）（全日本空輸 → エアーニッポン）
  - 広島西飛行場（ジェイエア）
  - 名古屋空港（小牧空港）（中日本エアライン → 全日本空輸）
  - 福岡空港（中日本エアライン）
  - 務安国際空港（コリアエクスプレスエア定期チャーター便）

## アクセス

### 鉄道
- 西日本旅客鉄道（JR西日本）山陰本線
  - 鳥取大学前駅（約1.5 km、徒歩約20分）

### バス
- 日ノ丸自動車
  - 鳥取駅発着便
  - 鳥取砂丘発着便（土曜・休日のみ）
- 日ノ丸ハイヤー
  - 青山剛昌ふるさと館・倉吉駅発着便